# 波纹月华螺
波纹月华螺（学名：Haloa yamagutii）为阿地螺科月华螺属的动物。分布于日本、台湾岛以及中国大陆的海南等地，属于暖水性种类。其主要栖息于潮间带礁石、海藻间。